# HD 136014
HD 136014，又名CD-3610062，SAO 206523、HR 5689，是一颗恒星，视星等为6.2，位于銀經333.07，銀緯16.96，其B1900.0坐标为赤經15h 13m 9.1s，赤緯-36° 16.96′ 42″。